# Аль-Ас ибн Ваиль ас-Сахми
Аль-А́с ибн Ва́иль ас-Сахми́ аль-Кураши́ (араб. العاص بن وائل السهمي القرشي‎; род. 540, ум. 620, Мекка, Хиджаз) — вождь племени Сахм и один из ярых противников пророка Мухаммеда. Отец двух его сподвижников, Амра и Хишама.

## Биография
Родился в 620 году в Мекке. Когда он узнал, что его сын Хишам принял ислам, он запер его и пытал, чтобы гордиться среди курайшитов тем, что он не отказался пытать своего сына ради их богов аль-Лат, аль-Уззы, Хубала и других. Каждый день он бил его плетьми и предлагал отречься от своей религии, но его сын придерживался своей религии. Жена его брата, Амра, жалела его и каждый день приносила ему еду и питьё, пока он тайно не переселился в Абиссинию, где его защищали и не пускали в окрестностях Негуса.

## В Коране
«Воистину, твой ненавистник сам окажется бездетным».

Оригинальный текст (ар.)إِنَّ شَانِئَكَ هُوَ الْأَبْتَرُ— 108:3 (Кулиев)
Этот аят было ниспослано про Аль-Ас ибн Ваиль когда он увидел пророка Мухаммеда выходящим из дверей мечети, а тот входил, затем они оба встретились у дверей Бану Сахм и разговаривали, и люди из мужчин курайшитов сидели в мечети, и когда вошёл Аль-Ас, они рассказали ему: «С кем ты разговаривал?» Он сказал: «Тот бездетным», имея в виду пророка Мухаммеда и его сына от Хадиджи который скончался в тот период. Когда упоминали пророка Мухаммеда Аль-Ас ибн Ваиль говорил: «Оставьте его, ибо он бездетный человек. Если он умрет, его забудут». Итак, Аллах ниспослал эту суру.
Сказал Икрима со слов Ибн Аббаса: «Это сура было ниспослано о Кабе ибн аль-Ашрафе и группе курайшитов, когда Кааб пришёл в Мекку, курайшиты сказали ему: «Мы народ полива и служении, и ты хозяин жителей Медины. Мы лучше или этот слабый человек который отрёкся от своего народа?  Он сказал: «Вы лучше него». Тогда было ниспослано:

 «Разве ты не видел тех, кому дана часть Писания? Они веруют в джибта и тагута и говорят ради неверующих: «Эти следуют более верным путем, чем верующие».

Оригинальный текст (ар.)أَلَمْ تَرَ إِلَى الَّذِينَ أُوتُوا نَصِيبًا مِّنَ الْكِتَابِ يُؤْمِنُونَ بِالْجِبْتِ وَالطَّاغُوتِ وَيَقُولُونَ لِلَّذِينَ كَفَرُوا هَؤُلَاءِ أَهْدَى مِنَ الَّذِينَ آمَنُوا سَبِيلًا— 4:51 (Кулиев)
И был ниспослан аят о тех, кто сказал, что он бездетный:

 «Воистину, твой ненавистник сам окажется бездетным».

Оригинальный текст (ар.)إِنَّ شَانِئَكَ هُوَ الْأَبْتَرُ— 108:3 (Кулиев)
Т.е. отрезанный от всего хорошего.